# Ambassade d'Algérie au Portugal
L'ambassade d'Algérie au Portugal est la représentation diplomatique de l'Algérie en Portugal, qui se trouve à Lisbonne, la capitale du pays.